# Glam metal

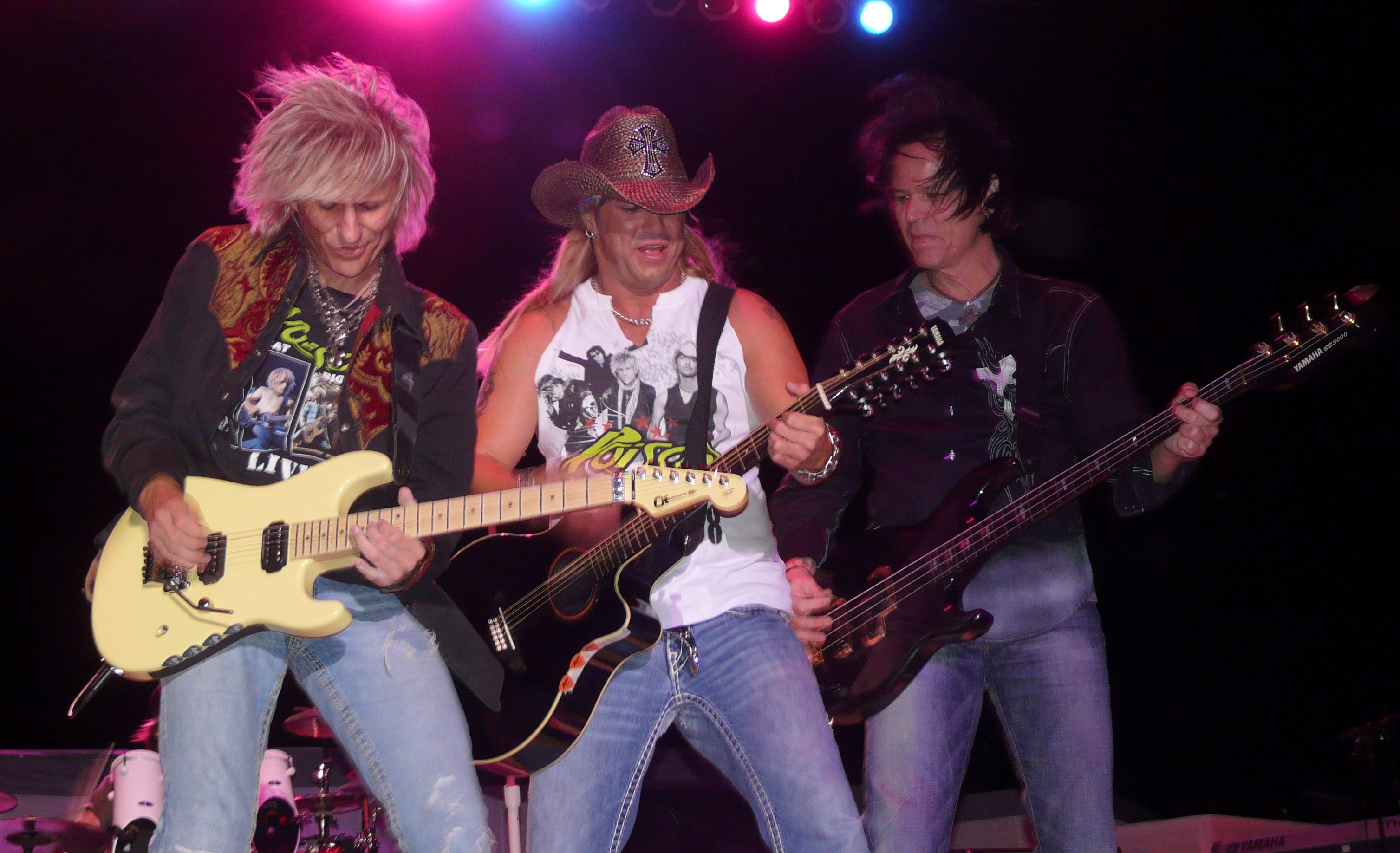
Formația Poison, un reprezentant extrem al glam metalului

Glam metal (cunoscut și ca Sleaze metal, Hair metal sau pop metal) este un subgen al muzicii hard rock și heavy metal, apărut la sfârșitul anilor 1970 în Statele Unite. El combină elemente ale acestor genuri cu punk rock și pop, adăugând riffuri de chitară, și estetică de glam rock. Genul a fost popular de-a lungul anilor 1980, până la începutul anilor 1990.

## Origini
Genul a fost influențat de rockul anilor 1970 și de trupe de hard rock/heavy metal ca Aerosmith, Alice Cooper, Black Sabbath, Deep Purple, KISS, Led Zeppelin, New York Dolls, Queen, The Sweet, Van Halen și alții. Puține trupe au experimentat anterior combinația dintre glam rock și heavy metal, genuri specifice anilor 1980, când glam metal-ul a început să fie privit ca un stil distinct al metal-ului. Angel, Starz și Legs Diamond au fost printre primii reprezentanți ai stilului. Cu toate acestea, de-a lungul anilor 1980, hair metal-ul a început să dobândească o anumită viteză și un anumit ritm; de aceea unele trupe apărute anterior acestei perioade nu sunt intotdeauna privite ca aparținând genului. Acest termen a fost popularizat de MTV în anii 1990 și derivă din tendința reprezentanților genului de a-și coafa părul lung într-un mod îndrăzneț, ciufulit, cu foarte mult volum. În zilele de azi, fanii stilului au imbrățișat termenul de hair metal.
Prima trupă a anilor '80 care a pășit în sfera machiajului glam și a stilului vestimentar specific a fost trupa finlandeză Hanoi Rocks. Recunoscută ca influență a nenumărate trupe, Hanoi Rocks a adoptat stilul clasic al trupelor de hard rock din anii '70, dar a rămas la machiajul și accesoriile asemănătoare celor de la New York Dolls. Ceea ce trebuie subliniat este că Hanoi Rocks nu cântă glam metal, ci doar a influențat trupele de glam din punct de vedere al lookului.

## Caracteristici
În general, glam metal-ul are versuri care descriu plăcerile vieții, de multe ori tema cantecelor concentrându-se pe sex, alcool și droguri (un exemplu bun este melodia "Find Myself" a celor de la Mötley Crüe). Multe dintre cele mai populare trupe au abordat de asemenea tema ocultismului. Glam metal-ul este adesea blamat de fanii altor genuri de metal pentru că, dupa părerea lor, este prea influențat de muzica pop. Cu toate acestea, acest lucru variază de la o trupa la alta. Mulți performeri ai genului au devenit cunoscuți pentru stilul lor haotic de viață, pentru părul lor lung, degradat și plin de volum (dupa cum ne dă indiciu și sinonimul denumirii de glam metal, hair metal), pentru machiajul strident (cântăreții aveau un machiaj teatral, expresiv; un accent deosebit cădea adesea asupra buzelor. Deși aveau un look androgin, aveau multe elemente pur masculine), din cauza stilului vestimentar (jeanși strâmți,spandex, piele și bandane) și a accesorilor glam.